# NGC 7659
NGC 7659 est une galaxie lenticulaire située dans la constellation de Pégase. Sa vitesse par rapport au fond diffus cosmologique est de 3 599 ± 44 km/s, ce qui correspond à une distance de Hubble de 53,1 ± 3,8 Mpc (∼173 millions d'al). NGC 7659 a été découverte par l'astronome germano-britannique William Herschel en 1784.